# Passpo
PASSPO☆ (jap. ぱすぽ☆ Pasupo☆) – japońska rockowa grupa idolek utworzona przez agencje Platinum Passport w 2009 roku jako ぱすぽ☆ w ramach koncepcji „Tworzenia razem”, opartej na motywach „nieba” i „podróży”. W 2013 roku nazwa grupa przemianowana została na PASSPO☆. Koncepcja grupy nawiązywała do stewardes, z członkiniami określanymi jako „załoga”, występami na żywo jako „lotami” i fanami jako „pasażerami”. Grupa stała się popularna dzięki jedynej w swoim rodzaju koncepcji, autentycznemu rockowemu brzmieniu, które było spójne od czasów indie, oraz poczuciu intymności, które stworzyła dzięki swojemu idolskiemu zachowaniu i działaniom.
18 maja 2018 roku PASSPO☆ ogłosiło na swojej oficjalnej stronie internetowej, że oficjalnie zakończy działalność z dniem 22 września 2018 roku.

## Historia

### 2009–2013: Powstanie, 1. miejsce na liście Oricon, zmiana nazwy grupy
Grupa powstała w 2009 roku, a jej nazwa była zapisywana w hiraganie ぱすぽ☆.
W marcu 2010 roku grupa wydała swój pierwszy singel „Let It Go!” z niezależną wytwórnią Jolly Roger. Miesiąc później dziewczyny wyruszyły w swoją pierwszą trasę koncertową „PasTour”. Pojawiły się również w programie rozrywkowym TV Kanagawa „Attention Please”. Pod koniec roku wydali swój pierwszy album TAKE☆OFF.
Ich debiutancki singel „Shōjo Hikō” (少女飛行), wydany 4 maja 2011 roku przez ich nowego wydawcę Universal J, uczynił z nich pierwszą żeńską grupę w historii Oricon, której debiutancki singel osiągnął numer 1. w pierwszym tygodniu na cotygodniowej liście przebojów. CHECK-IN, to ich pierwszy album po przeniesieniu się do nowej wytwórni, został wydany 7 grudnia 2011 roku, plasując się na 14. miejscu listy albumów Oricon. Po wydaniu albumu grupa koncertowała w Tokio, Nagoi i Osace podczas grudniowej trasy ZEPP. 30 grudnia podczas ostatniego występu grupy na żywo w Zepp Tokyo, Sakuma Kaho stała się pierwszą członkinią, która ukończyła grupę.
25 czerwca 2012 roku wzięli udział w festiwalu idoli Yubi Matsuri. Koncert odbył się w Nippon Budōkan przed tłumem 8 000 widzów i obejmował występy grup takich jak Idoling!!!, Shiritsu Ebisu Chugaku, Super Girls, Tokyo Girls' Style, Nogizaka46, Buono!, Momoiro Clover Z i Watarirouka Hashiritai 7. Drugi album grupy One World został wydany 24 listopada 2012 roku i osiągnął 26 miejsce na liście albumów Oricon. Podczas ostatniego koncertu w 2012 roku, który odbył się 28 grudnia w Shibuya Public Hall, ogłoszono, że od 1 stycznia 2013 roku grupa zmieni zapis nazwy z ぱすぽ☆ na PASSPO☆.
13 lutego 2013 roku ukazał się pierwszy singel „Sakura Komachi” (サクラ小町) wydany pod nową nazwą grupy. W marcu odbyła się pierwsza krajowa trasa koncertowa „PASSPO☆ Charter Flight Tour 2013”, obejmująca 11 koncertów w 7 miastach. Od 6 kwietnia do 28 września PASSPO☆ występowały w programie rozrywkowym w TV Tokyo z Jinbo Satoshim o nazwie Passpo☆ no Shaku Uma TV (PASSPO☆の尺うまTV), w którym cała dziewczątka przebrana była za baseballistów, a znany aktor wcielił się w rolę ich nauczyciela. Rok 2013 zakończył się wydaniem ich trzeciego albumu, zatytułowanego JEJEJEJET!!, który ukazał się 11 grudnia.

### 2014–2018: Utworzenie podgrupy Hacchake-tai from PASSPO☆ i siostrzanej grupy Puchi PASSPO☆, rozwiązanie PASSPO☆
PASSPO☆ ugruntowały swoją pozycję jako dziewczęca grupa rockowa z rockowymi piosenkami i mocnymi występami, a wraz z dwunastym singlem „Perfect Sky”, wydanym w marcu 2014 roku, podjęły wyzwanie zostania prawdziwym zespołem nazywanym BAND PASSPO☆, co było ich celem od momentu powstania. 28 września 2014 roku w Shinjuku BLAZE, Makoto Okunaka ze łzami w oczach ogłosiła, że 1 stycznia 2015 roku ukończy grupę. Makoto wyjaśniła swoją decyzję chęcią kontynuowania kariery aktorskiej. Natsumi Iwamura, Naomi Anzai, Shiori Mori i Yukimi Fujimoto ogłosiły w grudniu utworzenie podgrupy Hacchake-tai from PASSPO☆ (はっちゃけ隊 from PASSPO☆).

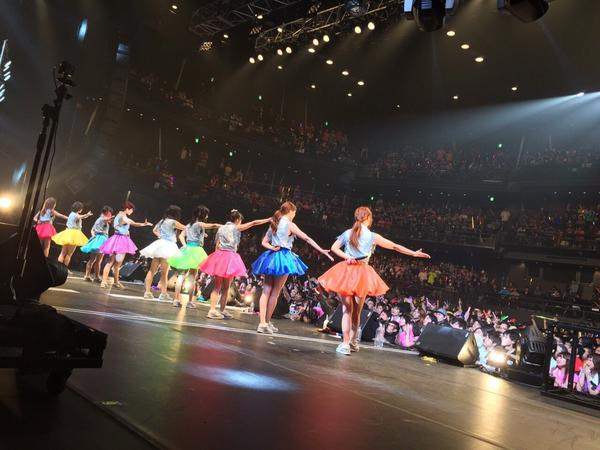
PASSPO☆ podczas koncertu w Tokyo Dome City Hall w 2015 roku.

Zgodnie z zeszłorocznymi zapowiedziami, rok rozpoczął się od odejścia Makoto, która opuściła grupę 1 stycznia 2015 roku. 13 maja ukazał się album Beef or Chicken?, który osiągnął 5. miejsce na liście albumów Oricon. 31 maja na koncercie PASSPO☆ zadebiutowała ich sostrzana grupa Puchi PASSPO☆ (ぷちぱすぽ☆). 28 listopada, podczas finału trasy w Shinagawa Stellar Ball w Tokio, grupa ogłosiła przejście do nowej wytwórni, Nippon Crown. 25 grudnia PASSPO☆ wraz z innymi wykonawcami wystąpiły w specjalnym świątecznym programie SHOWROOM. 30 grudnia Makita Sako ukończyła grupę.
24 lutego 2016 roku, po 19 miesiącach oczekiwania, ukazał się czternasty singel „Mr.Wednesday”, a zarazem pierwszy po dołączeniu do nowej wytwórni. Od tego momentu produkcje muzyczne nie były już zarządzane przez Universal Music Japan, ale przez CROWN GOLD, zarejestrowany znak towarowy wytwórni Nippon Crown. W czerwcu grupa opuściła Japonię i wylądowała w Chinach na „@Jam in Shanghai 2016”. Oprócz PASSPO☆ wystąpiły tam również m.in. 9nine i Tokyo Girls' Style. Japońska trasa grupy rozpoczęła się 11 września na scenie Club FLEEZ w Takasaki w prefekturze Gunma, a zakończyła 19 listopada w Tokorozawie. Podczas trasy grupa zagrała 17 koncertów. W grudniu PASSPO☆ zdobyły pierwsze miejsce w konkursie Calbee, w głosowaniu trwającym od 19 lipca do 15 listopada. Dzięki temu zwycięstwu przez miesiąc wizerunek członkiń PASSPO☆ pojawiał się na opakowaniach chipsów.
15 lutego 2017 roku został wydany album grupy zatytułowany Cinema Trip. 5 sierpnia dziewczyny wystąpiły na TOKYO IDOL FESTIVAL 2017 w Odaiba.
18 maja na oficjalnej stronie zespołu ogłoszono, że siedmioosobowa grupa idolek zostanie rozwiązana po występie w Nakano Sun Plaza w Tokio 22 września. Decyzja ta została podjęta po licznych dyskusjach z członkiniami grupy, z których część wyraziła chęć realizacji indywidualnych projektów artystycznych.

## Członkinie
| Wizerunek | Prawdziwe imię  | Prawdziwe imię | Pseudonim | Pseudonim | Data urodzenia           | Miejsce urodzenia                     | Reprezentatywny kolor | Informacje                                                   |
| Wizerunek | Rōmaji          | Kanji          | Rōmaji    | Hiragana  | Data urodzenia           | Miejsce urodzenia                     | Reprezentatywny kolor | Informacje                                                   |
| --------- | --------------- | -------------- | --------- | --------- | ------------------------ | ------------------------------------- | --------------------- | ------------------------------------------------------------ |
|           | Negishi Ai      | 根岸愛         | Aipon     | あいぽん  | 27 września 1992(dts)    | Moroyama, Prefektura Saitama, Japonia | Biały                 | Kapitan (liderka), keyboardzistka (BAND PASSPO☆)             |
|           | Fujimoto Yukimi | 藤本有紀美     | Yuukii    | ゆっきぃ  | 11 kwietnia 1992(dts)    | Tokio, Japonia                        | Granatowy             | Szefowa pokładu, główna gitarzystka (BAND PASSPO☆)           |
|           | Iwamura Natsumi | 岩村捺未       | Nachu     | なちゅ    | 29 lipca 1991(dts)       | Prefektura Kanagawa, Japonia          | Pomarańczowy          | Najstarsza członkini                                         |
|           | Masui Mio       | 増井みお       | MioMio    | みおみお  | 6 października 1994(dts) | Tokio, Japonia                        | Cyjan                 | Stylistka grupy, najniższa członkini basistka (BAND PASSPO☆) |
|           | Mori Shiori     | 森詩織         | Morishi   | もりし    | 8 listopada 1992(dts)    | Tokio, Japonia                        | Żółty                 | Główna wokalistka (PASSPO☆ i BAND PASSPO☆)                   |
|           | Anzai Naomi     | 安斉奈緒美     | Naomin    | なおみん  | 16 kwietnia 1992(dts)    | Prefektura Saitama, Japonia           | Czerwony              | Druga gitarzystka (BAND PASSPO☆)                             |
|           | Tamai Anna      | 玉井杏奈       | Annya     | あんにゃ  | 31 stycznia 1995(dts)    | Tokio, Japonia                        | Fioletowy             | Najmłodsza członkini, perkusistka (BAND PASSPO☆)             |

### Byłe członkinie
| Wizerunek | Prawdziwe imię | Prawdziwe imię | Pseudonim | Pseudonim    | Data urodzenia         | Miejsce urodzenia            | Reprezentatywny kolor | Informacje                      |
| Wizerunek | Rōmaji         | Kanji          | Rōmaji    | Hiragana     | Data urodzenia         | Miejsce urodzenia            | Reprezentatywny kolor | Informacje                      |
| --------- | -------------- | -------------- | --------- | ------------ | ---------------------- | ---------------------------- | --------------------- | ------------------------------- |
|           | Sakuma Kaho    | 佐久間夏帆     | Musshu    | むっしゅ     | 19 czerwca 1992(dts)   | Prefektura Fukuoka, Japonia  | Zielony               | Ukończyła grupę 30 grudnia 2011 |
|           | Okunaka Makoto | 奥仲麻琴       | Makocchan | まこっちゃん | 18 listopada 1993(dts) | Prefektura Saitama, Japonia  | Różowy                | Ukończyła grupę 1 stycznia 2015 |
|           | Makita Sako    | 槙田紗子       | Sakotei   | さこてぃ     | 10 listopada 1993(dts) | Prefektura Kanagawa, Japonia | Chartreuse            | Ukończyła grupę 30 grudnia 2015 |

## Dyskografia

### Single
| #                    | Tytuł                                               | Data wydania         | Oricon Tygodniowy wykres singli | Sprzedaż (Oricon)   | Sprzedaż (Oricon)   | Album               |
| #                    | Tytuł                                               | Data wydania         | Oricon Tygodniowy wykres singli | Pierwszy tydzień    | Całkowita           | Album               |
| Wydawca Jolly Roger  | Wydawca Jolly Roger                                 | Wydawca Jolly Roger  | Wydawca Jolly Roger             | Wydawca Jolly Roger | Wydawca Jolly Roger | Wydawca Jolly Roger |
| -------------------- | --------------------------------------------------- | -------------------- | ------------------------------- | ------------------- | ------------------- | ------------------- |
| 1                    | „Let It Go!!”                                       | 31 marca 2010        | 129                             | 1 000               | 1 002+              | Take☆Off            |
| 2                    | „Hallelujah” (ハレルヤ)                             | 14 lipca 2010        | 98                              | 1 000               | 1 100+              | Take☆Off            |
| 3                    | „GPP (Girls Pajama Party)”                          | 20 października 2010 | 96                              | 1 000               | 1 500+              | Take☆Off            |
| 4                    | „Go On a Highway”                                   | 20 października 2010 | 99                              | -                   | -                   | Take☆Off            |
| 5                    | „Pretty Lie”                                        | 20 października 2010 | 94                              | -                   | -                   | Take☆Off            |
| 6                    | „Departure” (Minialbum)                             | 15 grudnia 2010      | -                               | -                   | -                   | Take☆Off            |
| Wydawca Universal J  |                                                     |                      |                                 |                     |                     |                     |
| 1                    | „Shoujo Hikou" (少女飛行)                           | 4 maja 2011          | 1                               | 42 706              | 43 534+             | Check-In            |
| 2                    | „Vivi Natsu” (ViVi夏)                               | 24 sierpnia 2011     | 3                               | 40 283              | 43 537+             | Check-In            |
| 3                    | „Kimi wa Boku wo Suki ni naru” (君は僕を好きになる) | 7 marca 2012         | 17                              | 11 205              | 12 346+             | One World           |
| 4                    | „Next Flight”                                       | 13 czerwca 2012      | 11                              | 7 735               | 9 838+              | One World           |
| 5                    | „Natsuzora HANABI” (夏空HANABI)                     | 15 sierpnia 2012     | 17                              | 7 445               | 8 976+              | One World           |
| 6                    | „WING”                                              | 3 października 2012  | 4                               | 9 446               | 10 761+             | One World           |
| 7                    | „Sakura Komachi”                                    | 13 lutego 2013       | 6                               | 15 531              | 19 909+             | JEJEJEJET!!         |
| 8                    | „STEP&GO / Candy Room”                              | 22 maja 2013         | 14                              | 13 169              | 17 883+             | JEJEJEJET!!         |
| 9                    | „Truly”                                             | 26 czerwca 2013      | 7                               | 12 042              | 16 769+             | JEJEJEJET!!         |
| 10                   | „Mousou no Hawaii”                                  | 31 lipca 2013        | 12                              | 12 311              | 15 408+             | JEJEJEJET!!         |
| 11                   | „Growing Up”                                        | 16 października 2013 | 9                               | 17 250              | 18 587+             | JEJEJEJET!!         |
| 12                   | „Perfect Sky”                                       | 26 marca 2014        | 7                               | 21 967              | 22 328+             | TRACKS              |
| 13                   | „Himawari”                                          | 20 sierpnia 2014     | 7                               | 24 796              | 25 450+             | TRACKS              |
| Wydawca Nippon Crown |                                                     |                      |                                 |                     |                     |                     |
| 14                   | „Mr. Wednesday”                                     | 24 lutego 2016       | 9                               | 14 719              | 15 437+             | Singel spoza albumu |
| 15                   | „Bachelorette wa Owaranai”                          | 27 lipca 2016        | 21                              | 9 142               | 9 583+              | Singel spoza albumu |
| 16                   | „Gimme Gimme Action / Love Refrain”                 | 23 listopada 2016    | 23                              | 6 351               | 6 351+              | Singel spoza albumu |

### Albumy
| #                    | Tytuł               | Data wydania        | Oricon Tygodniowy wykres albumów | Sprzedaż (Oricon)   | Sprzedaż (Oricon)   |                     |
| #                    | Tytuł               | Data wydania        | Oricon Tygodniowy wykres albumów | Pierwszy tydzień    | Całkowita           |                     |
| Wydawca Jolly Roger  | Wydawca Jolly Roger | Wydawca Jolly Roger | Wydawca Jolly Roger              | Wydawca Jolly Roger | Wydawca Jolly Roger | Wydawca Jolly Roger |
| -------------------- | ------------------- | ------------------- | -------------------------------- | ------------------- | ------------------- | ------------------- |
| 1                    | Take☆Off            | 8 grudnia 2010      | 168                              | 1 000               | 1 000               |                     |
| Wydawca Universal J  |                     |                     |                                  |                     |                     |                     |
| 1                    | Check-In            | 7 grudnia 2011      | 14                               | 9 597               | 9 597               |                     |
| 2                    | One World           | 14 listopada 2012   | 26                               | 3 890               |                     |                     |
| 3                    | JEJEJEJET!!         | 11 grudnia 2013     | 14                               | 6 346               | 7 000+              |                     |
| 4                    | Beef or Chicken?    | 13 maja 2015        | 5                                |                     |                     |                     |
| Wydawca Nippon Crown |                     |                     |                                  |                     |                     |                     |
| 1                    | Cinema Trip         | 15 lutego 2017      | 20                               |                     |                     |                     |